# La fidanzata di tutti
La fidanzata di tutti (Pin Up Girl) è un film musicale del 1944 diretto da H. Bruce Humberstone, con protagonista Betty Grable.

## Trama
Una semplice dattilografa si finge, per una serata, una grande cantante. Quando l’uomo del quale si innamora le dichiara di essere disperatamente attratto da quella misteriosa showgirl, la ragazza per farsi riconoscere ripete il suo numero in un night. Qualche problema di gelosia da parte dell’autentica stella del locale, ma il lieto fine è assicurato.